# 鹿島灘駅

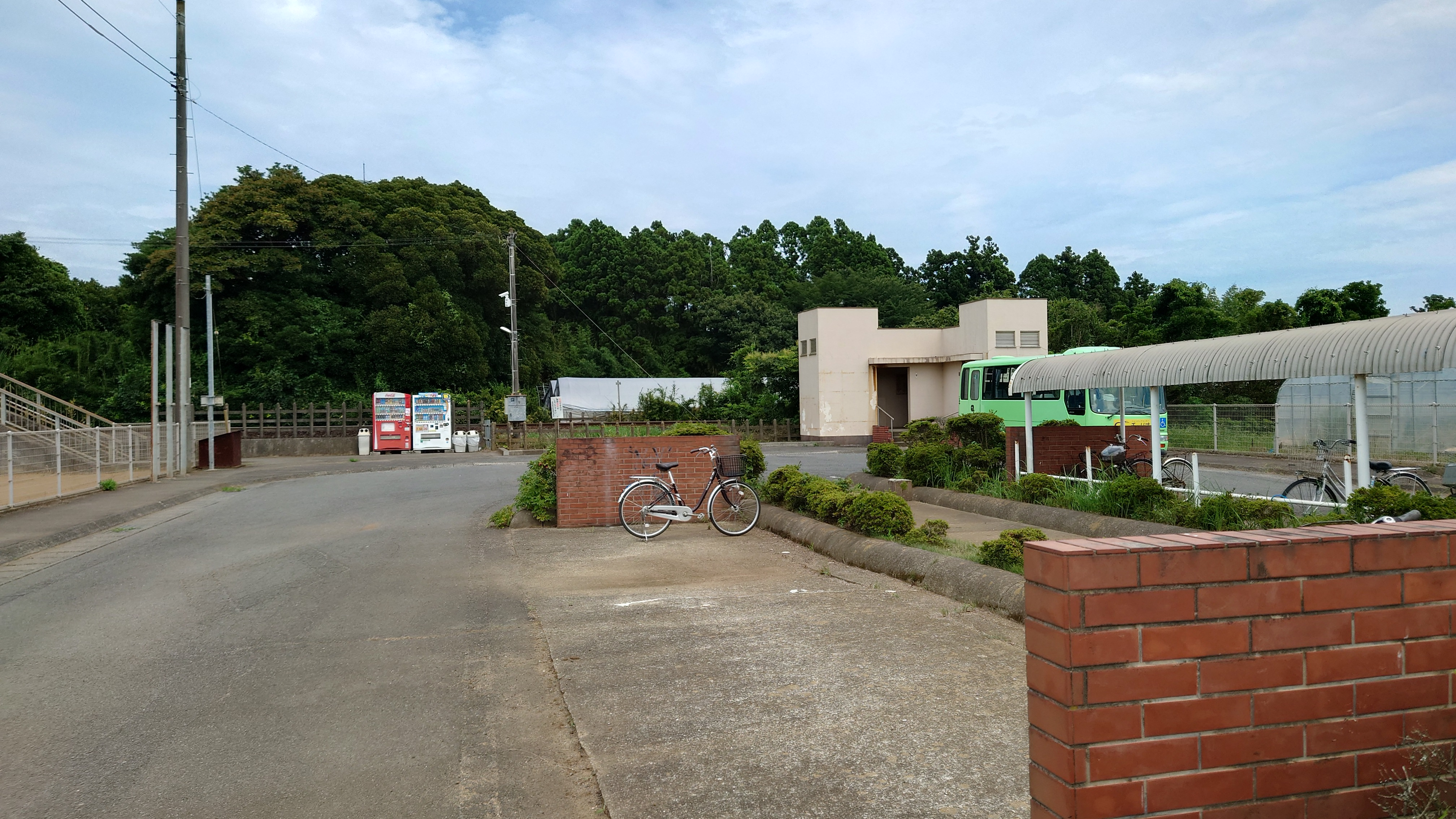
駅前ロータリー（2022年8月）

鹿島灘駅（かしまなだえき）は、茨城県鹿嶋市大字大小志崎にある鹿島臨海鉄道大洗鹿島線の駅である。

## 歴史
- 1985年（昭和60年）3月14日 - 大洗鹿島線開業時に開設[1]。

## 駅構造
単式ホーム1面1線を有する地上駅である。無人駅。

### 当駅における運行形態
上り（大洋・新鉾田・大洗・水戸方面）、下り（鹿島大野・鹿島神宮方面）共に、概ね1時間に1本の普通列車が停車する。

## 利用状況
| 1日乗降人員推移 | 1日乗降人員推移 |
| 年度            | 1日平均人数     |
| --------------- | --------------- |
| 2011年          | 196             |
| 2012年          | 251             |
| 2013年          | 268             |
| 2014年          | 219             |
| 2015年          | 205             |
| 2016年          | 177             |
| 2017年          | 198             |
| 2018年          | 207             |

## 駅周辺
- ヤマト運輸鹿島灘センター
- 国道51号
- 茨城県立鹿島灘高等学校
- ハマナス自生南限地帯（太平洋沿岸）

## バス路線
当駅発着のバス路線は全て、交通系ICカード（Suica・PASMOなど）は利用不可となっている。
- 市内循環「鹿嶋コミュニティバス」（池田交通）
  - 「中央線」：大野出張所前・大野駅入口・スタジアム駅入口・鹿島神宮駅 経由 高松緑地公園 行
  - 「湖岸海岸線（湖岸回り）」：額賀・鹿島ハイツ・鹿島神宮駅・鹿島病院 経由 鹿島灘駅 行
  - 「湖岸海岸線（海岸回り）」：はまなす公園下・鹿島病院・鹿島神宮駅・鹿島ハイツ 経由 鹿島灘駅 行

## 隣の駅
鹿島臨海鉄道
■大洗鹿島線
大洋駅 - 鹿島灘駅 - 鹿島大野駅